# یوکی کامازاکی
یوکی کامازاکی (ژاپنی: 山崎 侑輝؛ زادهٔ ۲۲ آوریل ۱۹۹۰) یک بازیکن فوتبال اهل ژاپن است.
از باشگاه‌هایی که در آن بازی کرده‌است می‌توان به باشگاه فوتبال رواسو کوماموتو و باشگاه فوتبال رینوفا یاماگوچی اشاره کرد.